# Tihomil Drezga
Tihomil Drezga (Dresga, Drezza) (Šibenik, 1903. – Erie, Pennsylvania, 1981.) je bio hrvatski i francuski šahist, šahovski majstor.

## Životopis
Rođen je u Šibeniku u Hrvatskoj. Maturirao je na splitskoj gimnaziji. Studirao je u Francuskoj na Sorbonni međunarodno pravo te doktorirao pravo.
1927./28. pobijedio je u šahovskom klubu Lites u Parizu, a iza njega su se na turniru plasirali Josef Cukierman, Vitaly Halberstadt, Victor Kahn i dr.; pobijedio je u dvjema partijama za francuski sastava na 2. šahovskoj olimpijadi u Haagu 1928. godine., podijelio je 6. i 7. mjesto na četvrtom šahovsko prvenstvo grada Pariza 1928. (pobijedio je Abraham Baratz), te pobijedio na tom istom prvenstvu ispred Eugenea Znosko-Borovskog (5. prvenstvo grada Pariza 1929.)
Nakon što je tih nekoliko godina boravio u Francuskoj, dr Drezga se je vratio u Hrvatsku. Bio je 2. na turniru u Zagrebu 1934., 9. na turniru u Mariboru 1934. (pobijedili su Vasja Pirc i Lajos Steiner), te 2. iza poznatog hrvatskog šahista Petra Trifunovića u Zagrebu 1935. godine.
Tijekom drugog svjetskog rata predavao je na Pravnom fakultetu od 1943. do 1945. godine. Nakon rata emigrirao je u Italiju. To je bilo 1947. godine. Iz Italije je otišao u SAD. Umro je u Erieu 1981. godine.

## Vanjske poveznice
- Tihomil Drezga Profil ovog šahista (ove šahistice) na Chessgames.com